# Anna Żytkow
Anna Nikola Żytkow ([ˈanːa ˈʐɨtkɔf]; 21 Februari 1947) is een astrofysicus van Poolse afkomst, werkzaam aan de Universiteit van Cambridge. Haar naam is verbonden aan het Thorne-Żytkow-object.

## Levensloop
Ze is in 1972 gepromoveerd aan de Universiteit van Warschau.
Ze werkte bij de sterrenkunde-afdeling (later het Nicolaus Copernicus Astronomisch Centrum) van de Poolse Academie van Wetenschappen als assistent (1970-1971), senior assistent (1972) en universitair docent (vanaf 1973).
Ze heeft in de periode 1974-76 als postdoc gewerkt aan het California Institute of Technology.
Ze was in 1978-79 visitor aan het Institute for Advanced Study in Princeton (New Jersey).
Later begon ze te werken aan de Universiteit van Cambridge.
Zij werkte aan modellen van sterren.
Midden jaren 1970 heeft ze samen met Kip Thorne de theorie van Thorne-Żytkow-objecten geïntroduceerd.
Dat is een stersysteem waarbij de ene component, een zwart gat of neutronenster, zich middenin een grote ster bevindt.
Samen met Mike J. Irwin heeft ze in de jaren 1990 zeven planetoïden ontdekt.
| (8012) 1990 HO3        | 29 april 1990 |
| (8361) 1990 JN1        | 1 mei 1990    |
| (15810) Arawn 1990 JR1 | 12 mei 1994   |
| (16684) 1994 JQ1       | 11 mei 1994   |
| (48443) 1990 HY5       | 29 april 1990 |
| (58165) 1990 HQ5       | 29 april 1990 |
| (73682) 1990 HU5       | 29 april 1990 |

In december 1995 vonden Mike Irwin, Scott Tremaine en Anna Żytkow tijdens een survey van een deel van de hemel twee langzaam bewegende objecten die mogelijk objecten in de Kuipergordel zijn.
Żytkow et al. borduurden voort op het werk van Kenneth Edgeworth en Gerard Kuiper, die aannamen dat protoplanetaire schijven zich tot ver voorbij de baan van Neptunus uitstrekken en dat het materiaal buiten de baan van Neptunus zich nog niet tot planeten heeft kunnen vormen.
Rond 1990 speelde ze een belangrijke en omstreden rol in een debat over optische flitsen op gearchiveerde astrofoto's.
De conclusie van Bradley Schaefer, een promovendus bij Massachusetts Institute of Technology, was dat die flitsen gammaflitsen vergezelden.
Żytkow bestreed dat en een discussie volgde, waarbij ook een anonieme referee betrokken was.
Diens samenvatting was onder andere dat de fotografische platen nooit gemaakt waren voor het vinden van flitsen, en ook: "Het meest verontrustend is de afglijding naar vijandigheid".
De controverse werd nooit opgelost.
 Ik ben ontzettend blij dat onze theoretische voorspelling nu door waarnemingen wordt bevestigd. Sinds Kip Thorne en ik onze modellen van sterren met neutronenkernen voorstelden, waren mensen niet in staat om ons werk te weerleggen. Als de theorie klopt, komt vroeg of laat de experimentele bevestiging. Het was dus zaak om een veelbelovende groep sterren te identificeren, telescooptijd te krijgen en door te gaan met het project. 
In 2014 was ze coauteur van een artikel over de eerste veelbelovende kandidaat voor een Thorne-Żytkow-object.
Die werd in 2014 ontdekt met de 6,5 m Magellan Clay Telescope van het Las Campanas-observatorium door een onderzoeksgroep onder leiding van Emily Levesque van de Universiteit van Colorado te Boulder.
Żytkow was een van de weinige vrouwen in haar vakgebied.
Haar carrière werd onderbroken door een ongeval bij het bergbeklimmen waarvan het herstel vele jaren duurde.
Mede daardoor was haar carrière niet erg succesvol.